# هیراپولیس (شهر باستانی)
هیراپولیس (یونانی باستان: Ἱεράπολις ) یک شهر باستانی در ترکیه امروزی و جزو میراث جهانی یونسکو در ترکیه است.